# Championnat de Bulgarie de football 1931
Navigation
Saison précédente Saison suivante
La saison 1931 du Championnat de Bulgarie de football était la 7e édition du championnat de première division en Bulgarie. Douze clubs, représentant chacun une région de Bulgarie, prennent part à la compétition, qui se déroule sous forme de coupe avec match simple.
L'Atletik-Slava 23 remporte la compétition en battant en finale le Shipchenski Sokol Varna. Il s'agit du tout premier titre de champion de l'histoire du club.

## Les 12 clubs participants
| - Atletik-Slava 23 - Botev Plovdiv - Shipchenski Sokol Varna - Slava Yambol - Napredak Ruse - Pobeda 26 Pleven - Bulgaria Haskovo | - Han Omurtag Shumen - Sportist Vidin - Krakra Pernik - FC Etar Veliko Tarnovo - Levski Dupnitsa - Orel-Chegan 30 Vratsa |

## Compétition

### Premier tour
| Équipe 1                | Résultat | Équipe 2               |
| ----------------------- | -------- | ---------------------- |
| Shipchenski Sokol Varna | 1 - 0    | Botev Plovdiv          |
| Slava Yambol            | 3 - 1    | Sportist Vidin         |
| Atletik-Slava 23        | 5 - 0    | FC Etar Veliko Tarnovo |
| Napredak Ruse           | 3 - 1    | Pobeda 26 Pleven       |
| Han Omurtag Shumen      | 2 - 0    | Levski Dupnitsa        |
| Bulgaria Haskovo        | 6 - 2    | Orel-Chegan 30 Vratsa  |

### Quarts de finale
| Équipe 1                | Résultat | Équipe 2           |
| ----------------------- | -------- | ------------------ |
| Shipchenski Sokol Varna | 5 - 1    | Bulgaria Haskovo   |
| Napredak Ruse           | 3 - 1    | Han Omurtag Shumen |
| Atletik-Slava 23        | 7 - 0    | Slava Yambol       |

### Demi-finale
| Équipe 1         | Résultat | Équipe 2      |
| ---------------- | -------- | ------------- |
| Atletik-Slava 23 | 3 - 1    | Napredak Ruse |

### Finale
| Équipe 1         | Résultat | Équipe 2                |
| ---------------- | -------- | ----------------------- |
| Atletik-Slava 23 | 3 - 0    | Shipchenski Sokol Varna |

## Bilan de la saison
| Championnat de Bulgarie de football 1931 |                              |
| Champion                                 | Atletik-23 Slava (1er titre) |
| Promotions et relégations                |                              |
| Promus en A PFL                          | Aucun                        |
| Relégués en B PFL                        | Aucun                        |